# Нгуєн Суан Фук
Нгуен Суан Фук (20 липня 1954 , Quế Sơnd, State of Vietnamd, Французький Союз ) — в'єтнамський політичний та державний діяч. Президент В'єтнаму з 5 квітня 2021 до 17 січня 2023 року. Прем'єр-міністр В'єтнаму з 7 квітня 2016 до 6 квітня 2021 року.
17 січня 2023 року подав у відставку з посади президента та члена Політбюро Комуністичної партії В'єтнаму на тлі великої кампанії боротьби з корупцією, унаслідок якої було звільнено кількох міністрів.

## Біографія
Здобув освіту у Ханойському інституті народної економіки (1972—1978). Після закінчення університету працював в економічному управлінні провінції Куангнам. З 1980 року переведений до Народного комітету провінції Куангнам, де пройшов шлях від службовця до голови комітету. У 1993—1996 роки очолював департамент планування та інвестицій провінції Куангнам. У ті ж роки здобув ступінь магістра ділового адміністрування в Національному університеті Сінгапуру.
З 1997 року на партійній роботі в місцевому комітеті провінції Куангнам. З 2006 року працював у центральних органах виконавчої влади В'єтнаму, обіймаючи посади заступника глави державного аудиту, міністра — керівника апарату уряду, з 2011 до 2016 року — віцепрем'єр, з 2016 до 2021 року — прем'єр-міністр.
Член Комуністичної партії В'єтнаму з 1983 року, обирався до ЦК Компартії В'єтнаму Χ, ΧΙ і ΧΙΙ скликань, член Політбюро ЦК ΧΙ і ΧΙΙ скликань. Депутат ΧΙ, XII, XIII та ΧΙV скликань Національних зборів (з 2007 року). Крім в'єтнамської володіє російською та англійською мовами.